# Jean-Claude Kunz
Jean-Claude Kunz (* 1942 in Biel, Schweiz) ist ein zeitgenössischer Schweizer Maler.

## Leben
Nach der Schulzeit machte Kunz zunächst eine Ausbildung in einer Werbeagentur. Begeistert vom Malen und Zeichnen, beschloss er, nach Abschluss der Ausbildung und den ersten Berufserfahrungen die Welt kennenzulernen und seine Kunststudien zu vertiefen. Seine Reisen führten ihn nach England, Spanien, Frankreich und Tunesien. Er sammelte in der Lebensart, im Licht und in den Farben die für sein späteres Schaffen entscheidenden Erfahrungen für sein Bildwerk. In Tunesien entstanden auch seine ersten Schriften und Gedichte, die er selbst illustrierte und veröffentlichte: Les Désirs und Poèmes et Peintures (1969). Später illustrierte er auch eine Reihe von Schriften und Büchern anderer Autoren.
Zurück in der Schweiz, studierte Kunz an der École des Arts décoratifs in Genf u. a. bei Jean Roll. Zur Vertiefung dieser Kunststudien arbeitete er mit dem Maler Albert Chavaz in dessen Atelier in Savièse und belegte dann auch Kurse bei Yves Brayer an der Académie de la Grande Chaumière, Paris.

## Leistungen
1967 eröffnete er seine erste eigene Ausstellung in Grenoble. Regelmässig folgten in den Jahren 1969–1976 Ausstellungen beim „Salón d’Automne“, Lyon.
1973 vertrat Kunz die Schweiz mit seinen Arbeiten bei der Fondation Plateau d’Assy in Frankreich. Er liess sich nach häufigen Besuchen und Ausstellungen ganz in der Provence nieder. Die Strahlkraft der Alpilles weckte in ihm die ganze Fülle seines Könnens und seine Leidenschaft für Licht und Farbe. In den folgenden 25 Jahren entstand ein umfangreiches Bildwerk in der Landschaftsmalerei. Eine enge Freundschaft verbindet Kunz mit den Bieler Malern G. Item und M. Richterich. Gemeinsame und eigene Ausstellungen in Aix-en-Provences, Nîmes und Saint-Rémy-de Provence eröffneten ihm neue Kontakte und Visionen und er erweiterte sein Schaffen um die Lithographie und die Gravierkunst im Kunstatelier von Seguret im Lubéron. 1979 stellte er beim Pavillon Werd in Zürich aus, 1984, 1989 und 1995 bei Gemeinschaftsausstellungen Bieler Maler in der Provence, Evilard,
1992 stellte er im Kunsthaus Grenchen anlässlich der Publikation einer „Monographie“ über den Künstler aus.
1990 begann die Rückorientierung in die Schweiz.
Der malerische Aufbau seines Werks gewinnt eine andere Bedeutung, die er als „Réalisme Imaginaire“ bezeichnet. Es entwickelt sich ein umfangreiches Werk an farbenstarken Stillleben. Auf der immerwährenden Suche nach weiterem Ausdruck seines sich wandelnden malerischen Empfindens erschliesst sich Kunz immer neue Quellen für seine Arbeit. 2010–2012 entstanden Skulpturen und Collagen aus Treibholz. Der Künstler lebt heute in der Schweiz.